# Mircea Băsescu
Mircea Băsescu (n. 27 noiembrie 1953, Murfatlar) este un om de afaceri din Constanța, fratele  fostului președinte Traian Băsescu.

## Controverse
În 24 martie 2011 ziarul Adevărul a publicat știrea conform căreia „Mircea Băsescu, fratele președintelui țării, ar fi fost mituit de Sandu Anghel (interlop îmbogățit prin camătă, comerț cu fier și mașini de lux, cunoscut ca Bercea Mondialu) cu 300.000 de euro.”
În urma acestei știri procurorul Eugen Iacobescu de la Parchetul Tribunalului Olt, de la care provenea informația, a fost sancționat disciplinar, iar apoi pensionat.
Pe 20 iunie 2014 Tribunalul București a decis arestarea lui Mircea Băsescu, suspectat de trafic de influență.
În acest caz este implicat și Sandu Anghel, care este implicat dealtfel în 30 de dosare de certuri, furturi sau plângeri formulate de membrii familiei lui Bercea Mondial sau de alte clanuri împotriva lui.
Mircea Băsescu a fost condamnat la patru ani de închisoare cu executare, pentru trafic de influență în ianuarie 2016. Decizia nu e definitivă.
Mircea Băsescu este căsătorit și are doi copii.

## Condamnare penală
Mircea Băsescu a fost condamnat definitiv la 4 ani de închisoare cu executare pentru trafic de influență, pentru că a primit o mită de la familia lui Sandu Anghel, zis Bercea Mondial. Bercea era judecat pentru tentativă de omor, respectiv că și-a înjunghiat un nepot. Anchetatorii susțin că din suma totală de 600.000 de euro pe care Florin Anghel i-ar fi dat-o lui Marian Căpățână, Mircea Băsescu ar fi primit 250.000 de euro. Instanța a mai dispus confiscarea sumei de 265.000 de euro de la Marian Căpățână, dar și ridicarea sechestrului instituit pe bunurile lui Mircea Băsescu.

## Condamnarea penală a fiului
Dragoș Băsescu, fiul lui Mircea Băsescu, a fost condamnat definitiv la 3 ani de închisoare cu executare pentru trafic de influență, în 2018.